# Ignacio Ramón Ferrín Vázquez
Ignacio Ramón Ferrín Vázquez, né le 30 août 1943 à Vigo en Espagne, est un astronome vénézuélien.

## Biographie
Diplômé en physique en 1968 de l'Université centrale du Venezuela, il obtint un doctorat en Science de l'Université du Nouveau-Mexique en 1973 et un Ph.D. de l'Université du Colorado à Boulder, aux États-Unis en 1976. Il est professeur de physique à l'université des Andes au Venezuela, à Mérida.
Le Centre des planètes mineures le crédite de la découverte de douze astéroïdes, effectuée entre 2000 et 2006, en partie en collaboration avec Carlos Leal.
| (38628) Huya            | 10 mars 2000   |
| (127870) Vigo           | 24 mars 2003   |
| (128166) Carora         | 27 août 2003   |
| (149528) Simónrodríguez | 24 mars 2003   |
| (159776) Eduardoröhl    | 2 mai 2003     |
| (161278) Cesarmendoza   | 24 mars 2003   |
| (189310) Polydamas      | 3 janvier 2006 |
| (196476) Humfernandez   | 2 mai 2003     |
| (201497) Marcelroche    | 2 mai 2003     |
| (366272) Medellin       | 30 mars 2003   |
| (347940) Jorgezuluaga   | 30 mars 2003   |